# Jeon Hee-sook

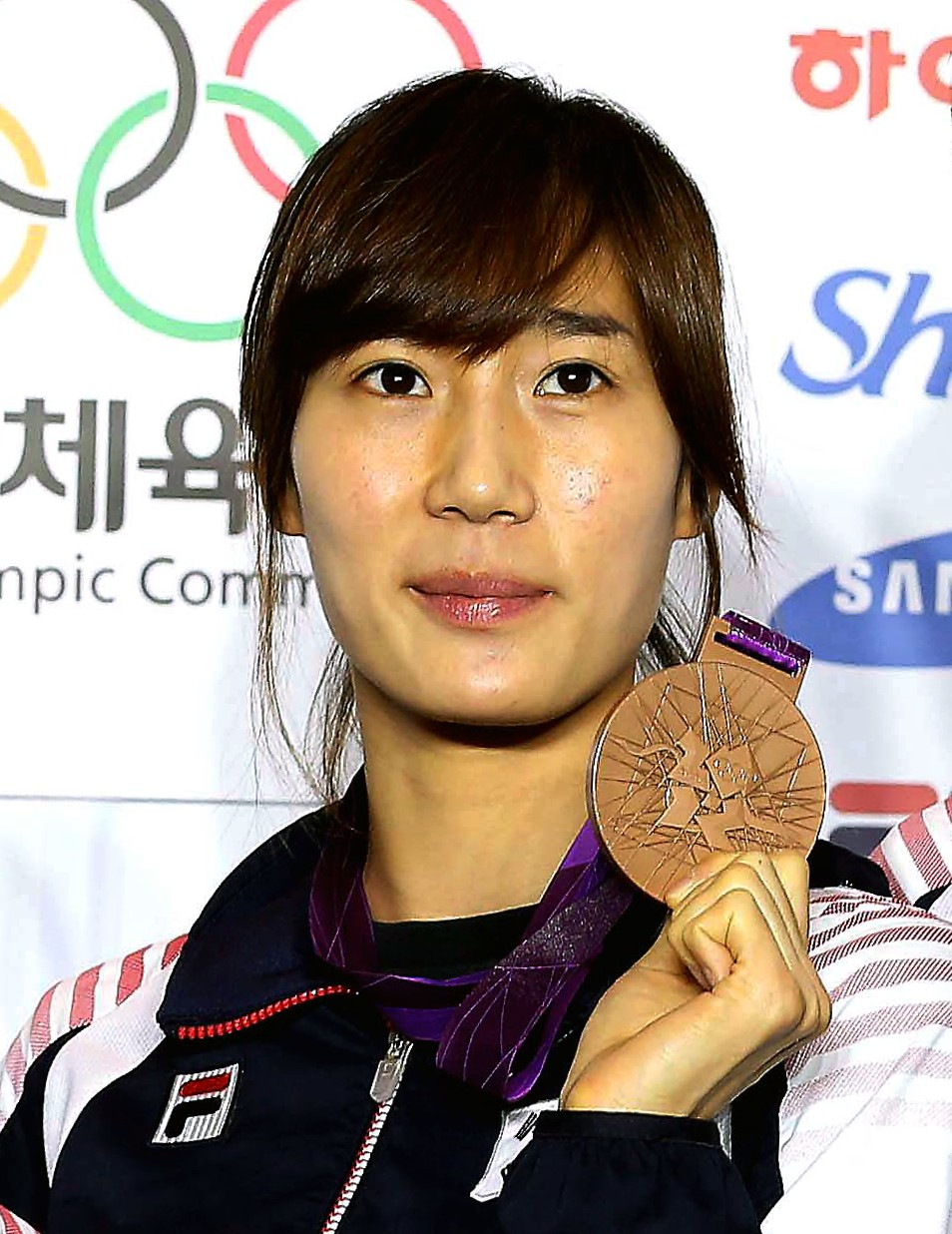
Jeon Hee-Sook (2012)

Jeon Hee-sook (* 16. Juni 1984 in Seoul) ist eine südkoreanische Florettfechterin.

## Werdegang
Einen ersten internationalen Erfolg landete Jeon im April 2004 mit einem siebten Platz im Einzelwettbewerb der Juniorenweltmeisterschaft in Plowdiw.
2006 errang sie mit der Mannschaft Bronze bei den Weltmeisterschaften in Turin.
2009 gewann sie bei der Weltmeisterschaft in Antalya die Silbermedaille, im Finale unterlag sie im Sudden Death der Russin Aida Schanajewa.
2010 errang bei den Weltmeisterschaften in Paris Bronze mit der Mannschaft,
ebenso 2011 bei den Weltmeisterschaften in Catania.
2012 bei den Olympischen Spielen in London erreichte Jeon Hee-sook Bronze mit der Mannschaft, im Florett-Einzel belegte sie den 20. Platz.
2013 wurde sie in Shanghai Asienmeisterin im Einzel. 2018 gewann sie bei den Asienspielen in Jakarta die Goldmedaille und setzte sich dort im Finale gegen die Chinesin Fu Yiting mit 8:3 durch.